# Municipio de Capioma
El municipio de Capioma (en inglés: Capioma Township) es un municipio ubicado en el condado de Nemaha en el estado estadounidense de Kansas. En el año 2010 tenía una población de 147 habitantes y una densidad poblacional de 1,57 personas por km².

## Geografía
El municipio de Capioma se encuentra ubicado en las coordenadas 39°47′39″N 95°50′11″O / 39.79417, -95.83639. Según la Oficina del Censo de los Estados Unidos, el municipio tiene una superficie total de 93.45 km², de la cual 93,12 km² corresponden a tierra firme y (0,35 %) 0,33 km² es agua.

## Demografía
Según el censo de 2010, había 147 personas residiendo en el municipio de Capioma. La densidad de población era de 1,57 hab./km². De los 147 habitantes, el municipio de Capioma estaba compuesto por el 98,64 % blancos, el 0,68 % eran afroamericanos, el 0,68 % eran de otras razas. Del total de la población el 0,68 % eran hispanos o latinos de cualquier raza.